# Cicer incanum
Cicer incanum är en ärtväxtart som beskrevs av Korotkova. Cicer incanum ingår i släktet kikärter, och familjen ärtväxter. Inga underarter finns listade i Catalogue of Life.